# Goin' Home (canción de The Rolling Stones)
«Goin' Home» —en español: «Volviendo a casa»— es una canción de la banda británica de rock The Rolling Stones,  incluida en el álbum Aftermath de 1966.
Escrita por Mick Jagger y Keith Richards, es una pista inspirada en el blues, notable como una de las primeras canciones de una banda de rock and roll en romper la marca de diez minutos de duración y la canción más larga grabada en cualquier álbum de los Stones. Mientras que muchas bandas experimentaron tocando canciones de larga duración en actuaciones en vivo y Bob Dylan escribió muchas canciones de cinco / seis minutos de largo, «Goin' Home» fue la primera improvisación grabada expresamente para un álbum de rock.
En una entrevista con la revista Rolling Stone, Richards dijo: "Fue el primer corte largo rock and roll. Rompió esa barrera de dos minutos. Intentamos hacer sencillos largos mientras pudiéramos porque simplemente nos gustaba dejar que las cosas siguieran. Dylan estaba acostumbrado a la construcción de una canción durante 20 minutos debido a la cosa folk de la que procedía. Esta era otra cosa. Nadie se sentó a hacer una pista de 11 minutos. Quiero decir que «Goin' Home» fue escrita sólo los primeros 2 minutos y medio".
La canción, aunque larga, se construye alrededor de un tema común, en contraposición a canciones posteriores de la banda de gran longitud como «Midnight Rambler» o  «Can't You Hear Me Knocking» que se dividen en distintas secciones puntuadas por diferentes instrumentaciones. «Goin' Home» es una larga improvisación.

## Personal
Acreditados:
- Mick Jagger: voz.
- Keith Richards: guitarra eléctrica.
- Brian Jones: armónica.
- Bill Wyman: bajo.
- Charlie Watts: batería
- Ian Stewart: piano
- Jack Nitzsche: percusión